# Etro

Etro — італійська компанія, заснована в 1968 році модельєром Джероламо (Джиммі) Етро, виробник модного одягу, тканин, парфумерії, товарів для будинку, аксесуарів та інших предметів розкоші. Стала відомою завдяки своєму фірмовому візерунку: «Пейслі».